# Burgunderbraten

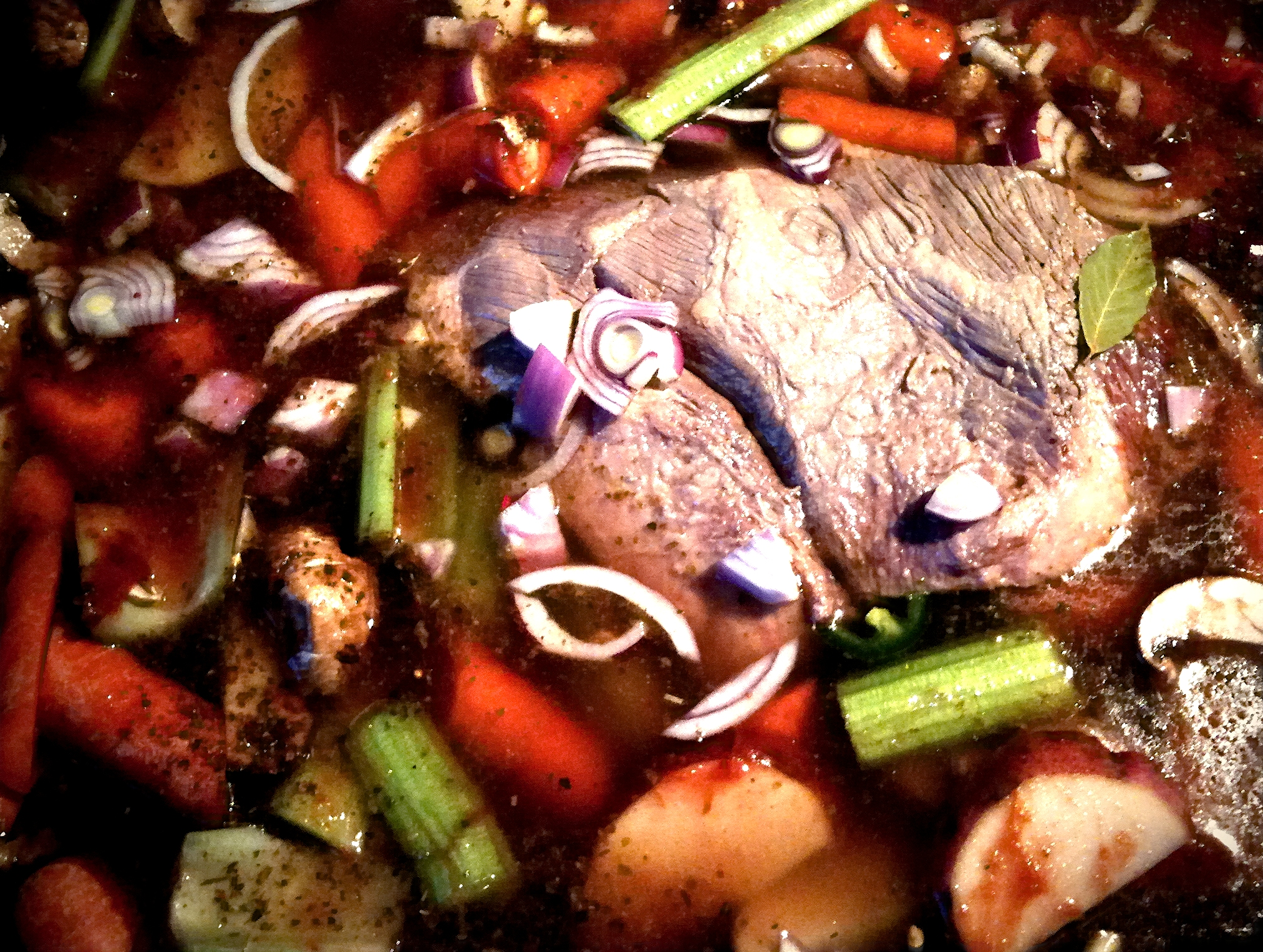
Rinder-Burgunderbraten in Rotweinbeize mit hinzugegebenen Gemüsestücken vor dem Schmoren

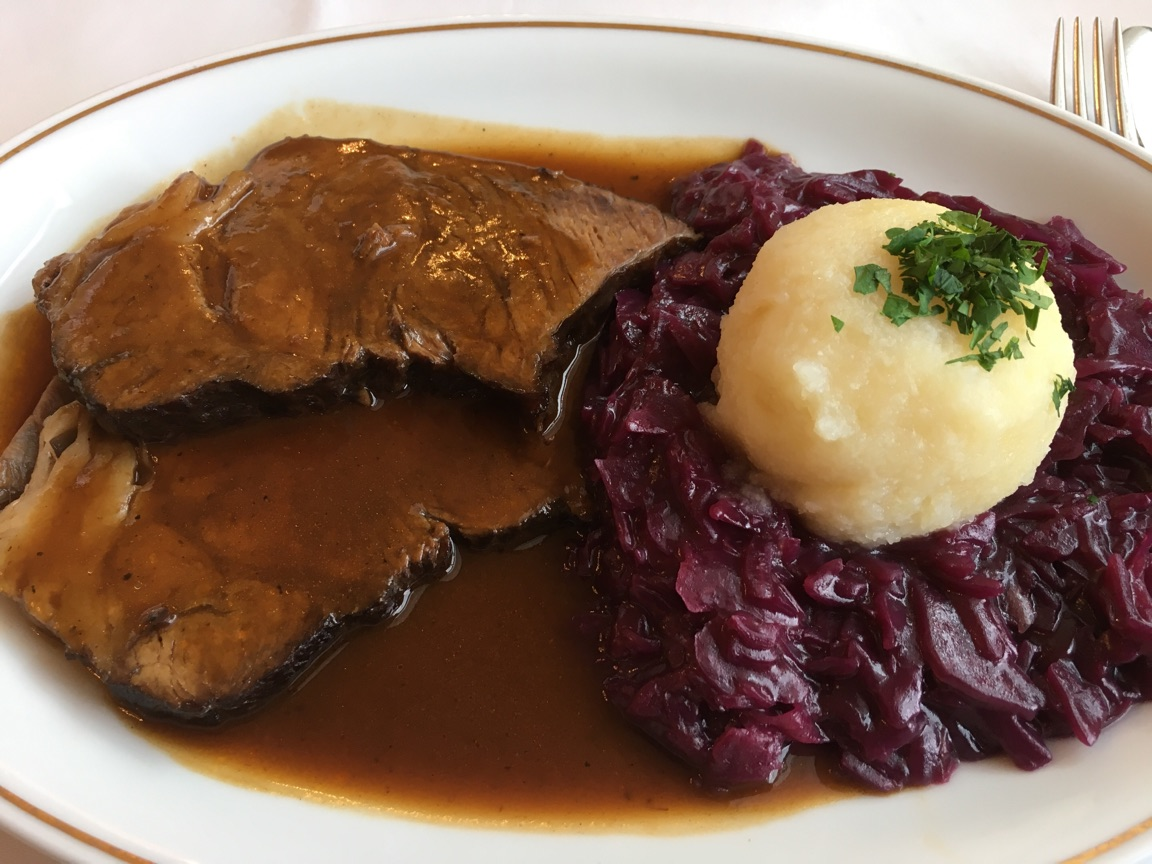
Rindsbraten Burgunder Art mit Rotkraut und Erdäpfelknödel

Burgunderbraten ist eine Zubereitungsart vom Rinderbraten (vereinzelt auch vom Braten anderer Tiere). Der Braten hat seine Bezeichnung vom Burgunderwein, in dem er zunächst zusammen mit Gewürzen (u. a. Thymian) gebeizt wird. Anschließend wird der Braten mit weiteren Zutaten wie Karotten, Champignons, Zwiebeln und Knoblauch geschmort. Der Braten wird traditionell mit Rotkraut und Kartoffelklößen serviert.
In Österreich wird das Gericht auch Rindsbraten nach Burgunder Art genannt.